# Verwaltungsgemeinschaft Südliche Börde
Die Verwaltungsgemeinschaft Südliche Börde war eine Verwaltungsgemeinschaft im Landkreis Schönebeck in Sachsen-Anhalt. In der VG waren ursprünglich die fünf Gemeinden Atzendorf, Brumby, Förderstedt, Glöthe und Löbnitz zur Erledigung der Verwaltungsgeschäfte zusammengeschlossen. Löbnitz (Bode) wurde am 29. Januar 2004, Atzendorf am 10. März 2004 in die Gemeinde Förderstedt eingegliedert. Nachdem am 18. Mai 2006 auch noch die Gemeinden Brumby und Glöthe nach Förderstedt eingemeindet wurden, löste sich die Verwaltungsgemeinschaft auf.